# Breakers de Newport Beach
Les Breakers de Newport Beach (en anglais : Newport Beach Breakers) sont une équipe du World Team Tennis basée à Newport Beach, dans la banlieue sud de Los Angeles. Elle a été fondée en 2003.

## Effectif 2006
- Pete Sampras
- Anastasia Rodionova
- Tina Križan
- Ramón Delgado
- Rick Leach